# His Majesty’s Canadian Ship

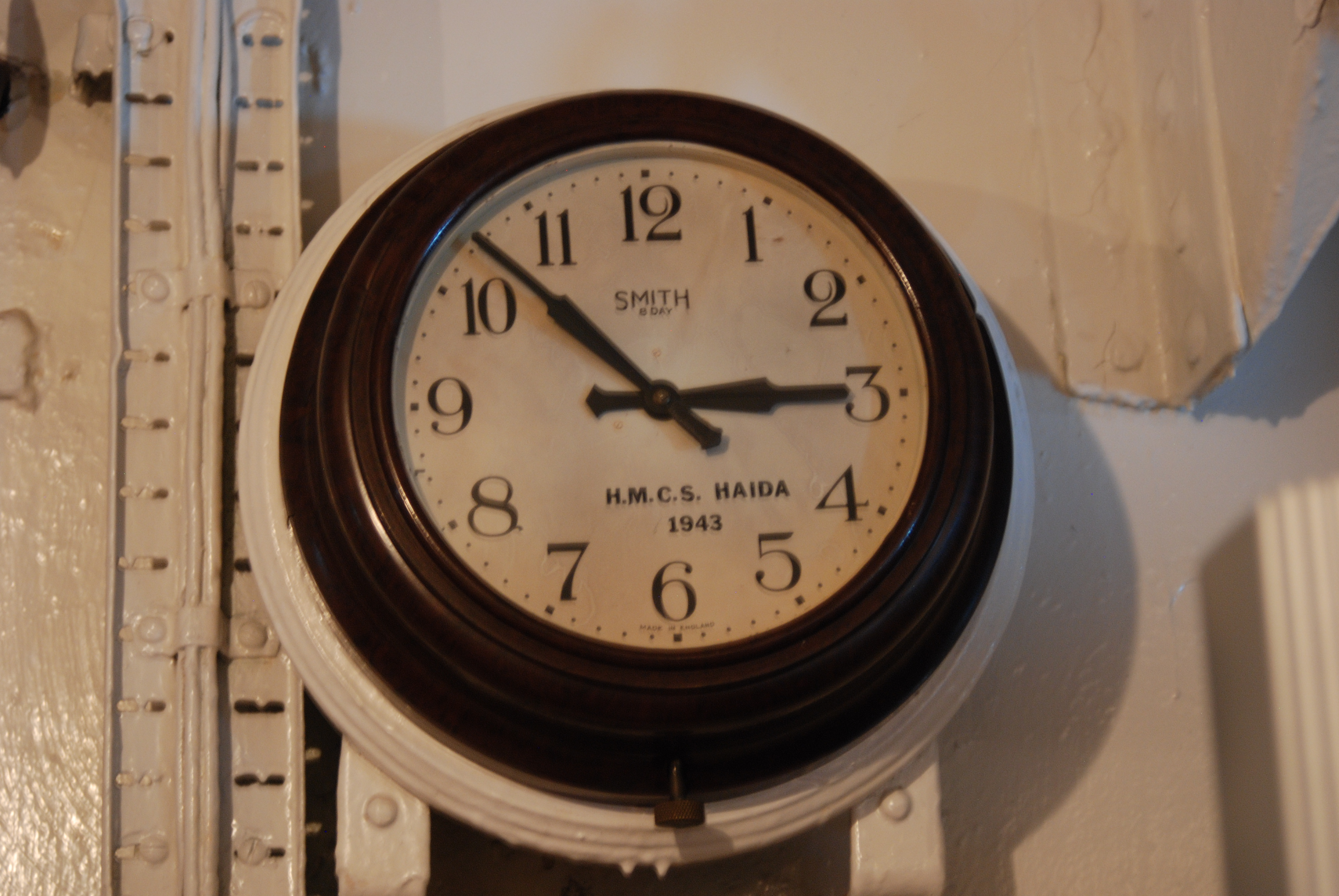
Uhr mit eingetragenem Präfix auf der Haida

His (englisch Seiner) oder Her (Ihrer) Majesty’s Canadian Ship (Majestät kanadisches Schiff), abgekürzt HMCS oder H.M.C.S., ist ein Derivat der in der Royal Navy verwendeten amtlichen Titulatur His Majesty’s Ship in Form eines Präfixes vor dem Schiffsnamen, das die Royal Canadian Navy für ihre im Dienst befindlichen Kriegsschiffe verwendet. Das Äquivalent im Französischen lautet Navire canadien de Sa Majesté, abgekürzt NCSM.

## Geschichte
Die Führung des Präfixes wurde der kanadischen Marine durch Bewilligung eines Memorandums des First Lord of the Admiralty durch George V. am 10. Juli 1911 genehmigt und damit offiziell eingeführt.
Kanada ist als parlamentarische Monarchie bis zum heutigen Tage ein Königreich innerhalb des Commonwealth of Nations, bei dem der Monarch nominelles Staatsoberhaupt ist, der durch den Generalgouverneur von Kanada vertreten wird. Der König wiederum personifiziert im Rahmen der Monarchie den Staat, so dass sich hierin der besitzanzeigende Ausdruck begründet, der durch die Zuordnung des Präfixes ausgedrückt wird. Je nach Geschlecht des Staatsoberhauptes passt sich die Titulatur im Englischen an.
Das erstes Schiff, dem dieses Präfix beigeordnet wurde, war die im Jahre 1910 von der Royal Navy erworbene Rainbow.
Neben Schiffen erhalten auch viele der großen kanadischen Marinebasen dieses Präfix, so wie beispielsweise HMCS Discovery, einer Basis der Canadian Forces Naval Reserve, der Marinereserve.